# Ben Howard
Benjamin John Howard, född 24 april 1987 i London, är en brittisk singer-songwriter.

## Diskografi

### Studioalbum
- 2011 – Every Kingdom
- 2014 – I Forget Where We Were
- 2018 – Noonday Dream
- 2021 – Collections From The Whiteout[2]

### EP-skivor
- 2008 – Games in the Dark
- 2009 – These Waters
- 2010 – Old Pine
- 2011 – Ben Howard Live
- 2012 – The Burgh Island E.P.
- 2018 – Another Friday Night / Hot Heavy Summer / Sister

### Singlar
Topp 100 på UK Singles Chart
- 2011 – "The Wolves" (#70)
- 2011 – "Keep Your Head Up" (#46)
- 2011 – "The Fear" (#58)
- 2012 – "Only Love" (#9)
- 2014 – "I Forget Where We Were" (#54)